# Leonor Michaelis
Leonor Michaelis, född 16 januari 1875 i Berlin, död 10 oktober 1949 i New York, var en tysk-amerikansk biokemist.
Michaelis studerade i Berlin och Freiburg im Breisgau där han tog sin examen 1897 och samma år erhöll han en doktorandtjänst i Berlin. 1908 utsågs han till extraordinarie professor. Under åren 1922 till 1926 var han professor i biokemi vid universitetet i Nagoya. Från 1926 vistades han i USA där han bland annat var verksam vid Johns Hopkins University i Baltimore.
Han har givit namn åt Michaelis-Mentens konstant, Michaelis-Mentens modell och Michaelis-Mentens ekvation tillsammans med Maud Leonora Menten. Ekvationen kallas ibland Henri-Michaelis-Mentens ekvation för att uppmärksamma Victor Henris arbete som låg till grund för den.